# إزونوكني (شيزوكا)
مدينة إزونوكني (بالإنجليزية: Izunokuni)‏ هي أحد المدن التابعة لمحافظة شيزوكا. تأسست رسميًا في 01/04/2005. ويقدر عدد سكانها بـ 49711 نسمة حسب تقدير مكتب الإحصاء الياباني لعام 2012. تبلغ مساحة إزونوكني 94.71 كم2. بكثافة سكانية تبلغ 525 نسمة/كم2.

## أعلام
- سايوري ايواتا
- كازو وادا